# Mark Blundell
Mark Blundell (n. 8 aprilie 1966, Greater London, Anglia, Regatul Unit) este un fost pilot de Formula 1.

## Cariera în Formula 1
| Sezon | Echipă                      | Puncte      | Loc clasament general |
| ----- | --------------------------- | ----------- | --------------------- |
| 1989  | Canon Williams Team         | Pilot teste | -                     |
| 1990  | Canon Williams Team         | Pilot teste | -                     |
| 1991  | Motor Racing Developments   | 1           | 19                    |
| 1992  | Honda Marlboro McLaren      | Pilot teste | -                     |
| 1993  | Ligier Gitanes Blondes      | 10          | 10                    |
| 1994  | Tyrrell Racing Organisation | 8           | 12                    |
| 1995  | Marlboro McLaren Mercedes   | 13          | 10                    |